# Beaumont-Village
Beaumont-Village település Franciaországban, Indre-et-Loire megyében. Lakosainak száma 240 fő (2022. január 1.). Beaumont-Village Chemillé-sur-Indrois, Genillé, Montrésor, Orbigny és Villeloin-Coulangé községekkel határos.

## Népesség
A település népességének változása:
| Lakosok száma | 386  | 261  | 242  | 250  | 280  | 282  | 259  | 242  | 242  | 240  |
|               | 1968 | 1982 | 1990 | 2006 | 2013 | 2015 | 2017 | 2019 | 2020 | 2022 |